# Dove non batte il sole
Dove non batte il sole è un singolo del cantante italiano Galeffi, pubblicato il 10 gennaio 2020 come terzo estratto dall'album Settebello.

## Video musicale
Il videoclip del brano è stato pubblicato contestualmente all'uscita del singolo sul canale YouTube di Maciste Dischi, e vede la partecipazione di Ema Di Petrillo e Paolo Vanoli.

## Tracce
1. Dove non batte il sole – 3:30 (testo: Marco Cantagalli – musica: Marco Cantagalli, Fabio Dalè, Carlo Frigerio, Matteo Cantagalli)